# Sedeinga
Sedeinga és una ciutat del Sudan a la riba oest del Nil a uns 25 km al sud d'Abri. Els habitants del lloc anomenen a les ruïnes com Adeya o Aday o Adaya, que encara s'emprava al segle xix per la ciutat. Amb egipci antic es deia Hut Tidj (Hut Tiy) que vol dir "La residència de la Reina" i va transformar-se en llengua meroítica amb At Eye (o At Wete). Es troba a 150 de l'oasi de Selima, etapa del Darb al-Arbayn, una ruta que es deia que unia l'Àfrica amb Egipte en 40 dies a través d'oasis paral·lels al Nil en el desert de l'oest.
Hi ha una tomba anomenada tomba de Taharqa que es diu així perquè sobre els blocs d'una porta hi ha gravada la seva imatge i el seu nom amb cartutx (la seva tomba és a Nuri). El temple del faraó Amenhotep III de Soleb és a uns 15 km al sud i fou construït per a l'esposa principal d'Amenhotep III. A la vila hi ha una necròpolis meroítica amb algunes tombes curioses.

Durant les últimes excavacions, s'ha trobat entre ceràmiques i artefactes, una taula d'ofrenes amb una inscripció en llengua meroítica: 
| « | Oh Isis! Oh Isis! És Aba-la Fer que ella begui aigua abundant; Fer que mengi pa abundant; Fer que se serveixi un bon menjar. | » |